# Солунска болница „Хирш“
Солунската болница „Хирш“ (на гръцки: Νοσοκομείο Θεσσαλονίκης „Χιρς“) е историческа еврейска болница в македонския град Солун, Гърция, в миналото е разположена на адрес, съответстващ на днешната улица „Константинуполис“ № 49. Днес сградата на тази болница се използва за нуждите на солунската многопрофилна болница „Хипократ“.
Неокласическата сграда на болницата е построена по проект от видния италиански архитект Пиеро Аригони в 1904 година. Тя е кръстена в чест на баронеса Клара дьо Хирш, съпруга на барон Морис дьо Хирш, който е еврейски банкер в Австрия. Баронесата дарява 200 000 златни франка за изграждането на болницата. Тя е открита в 1908 година и мисията служи в помощ на еврейската общност в града. Първи директор на болницата е Жан Алалуф. По време на Първата световна война е използвана като военна болница от Антантата. През 1918 година е кръстена на името на сръбския престолонаследник принц Александър от Сърбия.
Болница „Хирш“ работи до 1941 година, когато по време на германската окупация в Гърция сградата на болницата е използвана за нуждите на германската армия.